# Chisholm (Ontario)
Chisholm es un municipio canadiense situado en la provincia de Ontario.

## Superficie
Chisholm tiene una superficie de 205,77 km².

## Demografía
En 2021, tenía 1312 habitantes, una densidad poblacional de 6,4 hab./km², y 614 viviendas.